# Mairy
Mairy era una comuna francesa situada en el departamento de Ardenas, de la región de Gran Este, que el 15 de septiembre de 2015 pasó a ser una comuna delegada de la comuna nueva de Douzy al fusionarse con la comuna de Douzy.

## Demografía
| Gráfica de evolución demográfica de Mairy entre 1800 y 2013 |
|                                                             |

Los datos demográficos contemplados en este gráfico de la comuna de Mairy se han cogido de 1800 a 1999 de la página francesa EHESS/Cassini, y los demás datos de la página del INSEE.